# Den helige Kristoffer bärande Jesusbarnet
Den helige Kristoffer bärande Jesusbarnet är en oljemålning av den nederländske konstnären Hieronymus Bosch. Den är daterad till tiden omkring 1490–1505 och är sedan 1935 utställd på Museum Boijmans Van Beuningen i Rotterdam.
Bosch skildrar här den helige Kristoffer som är känd från den medeltida helgonlegenden Legenda aurea. Där sägs han vara en jätte som först tjänade en kung och därefter djävulen i sökandet efter en mäktig och värdig mästare. Hans sökande avslutades när en eremit konverterade honom till kristendomen. Eremiten, som avbildas stående vid stranden till höger, sade åt honom att tjäna folket genom att hjälpa resande att ta sig över en flod. Vid ett tillfälle kom ett litet barn och bad om hjälp. För varje steg Kristoffer tog blev barnet tyngre. Han frågade då: ”Vem är du?” Barnet svarade: ”Jag är Jesus som bär all världens synder.” 
Jesusbarnet kan identifieras genom sin gloria, sin korsformade stav och sin välsignelsegest. Den helige Kristoffer bärande Jesusbarnet var ett vanligt konstmotiv under medeltiden och renässansen. De båda dominerar förgrunden och ett vidsträckt landskap breder ut sig i bakgrunden. Förgrunden utmärks av varma färgtoner som övergår till kallare och blåare nyanser i bakgrunden, vilket ger en illusion av luftperspektiv. Stilgreppet benämns världslandskap eller med den tyska termen Weltlandschaft(en). 